# Орден «Перемога»
О́рден «Перемо́га» (рос. Орден «Победа») — вищий військовий орден СРСР, був установлений Указом Президії Верховної Ради СРСР від 8 листопада 1943 року. Указом Президії Верховної Ради СРСР від 18 серпня 1944 року затверджені зразок і опис стрічки ордена «Перемога», а також порядок носіння планки із стрічкою ордена. Всього було 20 нагороджень і сімнадцять кавалерів (троє нагороджувалися двічі, один позбавлений нагороди посмертно).

## Статут ордена
Орден «Перемога» був вищим військовим орденом. Ним нагороджувалися особи вищого командного складу Червоної Армії за успішне проведення таких бойових операцій в масштабі одного або декількох фронтів, в результаті яких в корені змінювалась обстановка на користь Червоної Армії.
Для нагороджених орденом «Перемога» фундирувалася, на знак особливої відмінності, меморіальна дошка, для внесення до неї імен кавалерів ордена «Перемога». Меморіальна дошка встановлена у Великому Кремлівському палаці. Нагородження цим орденом проводилось тільки Указом Президії Верховної Ради СРСР.
Орден «Перемога» носився на лівій стороні грудей на 12-14 см вище за пояс.

## Опис
Знак ордена «Перемога» є опуклою п'ятикутною рубіновою зіркою, облямованою діамантами. У проміжках між кінцями зірки промені, що розходяться, усіяні діамантами. Середина зірки є колом, покритим блакитною емаллю, облямованим лаврово-дубовим вінком. У центрі круга золоте зображення кремлівської стіни з мавзолеєм Леніна і Спаською баштою в центрі. Над зображенням напис білими емалевими буквами «СССР». В нижній частині круга на червоній емалевій стрічці напис білими емалевими буквами «ПОБЕДА».
Знак ордена виготовляється з платини. У прикрасі ордени використані платина, золото, срібло, емаль, п'ять штучних рубінів в променях зірки і 174 дрібних діаманта.
Розмір зірки між протилежними вершинами 72 мм. Діаметр кола із зображенням Спаської башти — 31 мм. Загальна вага ордена — 78 грам. Вміст платини в ордені — 47 г, золота — 2 г, срібла — 19 г. Вага кожного з п'яти рубінів — 5 карат. Загальна вага діамантів на знаку — 16 карат.
На зворотній стороні знак має нарізний штифт з гайкою для прикріплення ордена до одягу.
Стрічка до ордена «Перемога» шовкова муарова. Посередині стрічки червона смуга шириною 15 мм. З боків, ближче до країв, смужки зеленого, синього, бордо і ясно-блакитного кольорів. Стрічка облямована помаранчевою і чорною смужками. Загальна ширина стрічки — 46 мм. Висота — 8 мм. Стрічка ордена «Перемога» носиться на лівій стороні грудей, на окремій планці, на 1 см вище за інші орденські стрічки.

## Історія

Проєкт Нейолова

Проєкт Кузнєцова

Орден «Перемога» є вищим військовим орденом СРСР. Цей полководницький орден був установлений одночасно з солдатським орденом Слави.
Одним з перших, в липні 1943 року, проєкт ордена під назвою «За вірність Батьківщині» представив на розгляд офіцер штабу управління тилу Радянської Армії полковник Нейолов Н. С. Проте, Сталін не схвалив цього проєкту і робота над створенням ескіза цієї нагороди була продовжена. Серед багатьох варіантів ордена «Перемога», представлених на конкурс, перевага була віддана ескізу художника Кузнєцова А. І., що був також автором ордена Вітчизняної війни.
Спочатку в центрі знаку Кузнєцов планував розмітити погрудні профільні барельєфи Леніна і Сталіна (як було і в попередньому проєкті Нейолова), потім розглядався варіант розміщення в центрі ордена Державного Герба СРСР. У остаточному варіанті вирішено було замінити зображення герба в центрі знаку на зображення Спаської башти Кремля.
Орден № 1 був вручений командувачеві 1-м Українським фронтом Маршалові Радянського Союзу Жукову Г. К. 10 квітня 1944 року за визволення правобережної України. Другий орден «Перемога» Жуков отримав, будучи командуючим 1-м Білоруським фронтом, 30 березня 1945 року за взяття Берліна.
Окрім нього цієї нагороди були удостоєні (в порядку нагородження) маршали:
- Начальник Генерального штабу (пізніше командувач 3-м Білоруським фронтом) Василевський О. М. (10 квітня 1944 року і 19 квітня 1945 року) — за визволення Правобережної України і за узяття Кенігсберга і визволення Східної Прусії.
- Верховний головнокомандувач Сталін Й. В. (29 липня 1944 року і 26 червня 1945 року) — за визволення Правобережної України і перемогу над Німеччиною.
- Командувач 2-м Білоруським фронтом Рокоссовський К. К. (30 березня 1945 року) — за визволення Польщі.
- Командувач 1-м Українським фронтом Конєв І. С. (30 березня 1945 року) — за визволення Польщі і форсування Одеру.
- Командувач 2-м Українським фронтом Малиновський Р. Я. (26 квітня 1945 року) — за визволення територій Угорщини і Австрії.
- Командувач 3-м Українським фронтом Толбухін Ф. І. (26 квітня 1945 року) — за визволення територій Угорщини і Австрії.
- Командувач Ленінградським фронтом Говоров Л. О. (31 травня 1945 року) — за визволення Прибалтики.
- Представник Ставки Верховного Головнокомандуючого Тимошенко С. К. (4 червня 1945 року) — за планування бойових операцій і координацію дій фронтів протягом всієї війни.
- Начальник Генерального штабу Антонов О. І. (генерал армії) (4 червня 1945 року) — за планування бойових операцій і координацію дій фронтів протягом всієї війни.
- Командувач Далекосхідним фронтом Мерецков К. А. (8 вересня 1945 року) — за підсумками війни з Японією.

20 лютого 1978 року орденом «Перемога» нагороджений Генеральний секретар ЦК КПРС, Маршал Радянського Союзу Брежнєв Л. І. Через сім років після смерті Брежнева нагородження було анулюване.
Таким чином кавалерами ордена «Перемога» стали всього 12 радянських воєначальників (серед яких Жуков, Василевський і Сталін — двічі) і 5 іноземних громадян.
Всі знаки ордена, вручені радянським воєначальникам, а також знак ордена, вручений Маршалові Роля-Жимерському, знаходяться в Алмазному фонді Росії. Нагорода Ейзенхауера знаходиться в його меморіальному музеї в Абілен, штат Канзас. Нагорода Маршала Тіто експонується в музеї «25 травня» в Белграді. Нагорода фельдмаршала Монтгомері експонується в Imperial War Museum в Лондоні. Лише один орден «Перемога», що належав раніше королеві Міхаю I, знаходиться в приватній колекції. За деякими даними, він був проданий з аукціону кимось з родичів диктатора Чаушеску.
Оцінна вартість ордена в 1945 році становила 3 750 фунтів стерлінгів.
Останній кавалер ордена, румунський король Міхай I, помер 5 грудня 2017 року.

## Особливості і різновиди
Знак ордена «Перемога» — складної конструкції, складається з багатьох складових частин. Основа зірки і промені, що розходяться, виконані з платини. Центральний округлий медальйон виконаний з срібла і покритий емаллю. Накладне зображення Спаської башти, Мавзолею і лаврових гілок виконано із золота. Кожен діамант і рубін також необхідно розглядати, як окремий елемент ордена. Таким чином, знак ордена є унікальний витвір ювелірного мистецтва.
У центрі реверсу розташована округла срібна пластина, в центрі якої розташований срібний нарізний штифт. По краю пластини розташовано п'ять заклепок (на 1, 4, 6, 8 і 11 годин по циферблату). Притискна гайка округлої форми, діаметром 14-16 мм, виконана з срібла. До гайки припаяно два колечка для полегшення закручування.
На відміну від більшості радянських орденів, на реверсі ордена «Перемога» відсутнє клеймо монетного двору і порядковий номер ордена.
Американський дослідник радянських орденів Пауль Макданіель в своїй книзі «The Comprehensive Guide to Soviet Orders and Medals» відзначає, що було два різновиди ордена. Перший різновид, що вручався в 1944—1945 роках, мав штифтове кріплення. Другий різновид, вручений Брежнєву в 1978 році, мав шпилькове кріплення.